# 洛山駅
洛山駅（ラクサンえき）は朝鮮民主主義人民共和国咸鏡北道清津市青岩区域に位置する朝鮮民主主義人民共和国鉄道省平羅線の駅である。

## 歴史
- 1965年6月10日：開業[1]。